# Суват
Сува́т (также балка Суатская, Суватская; укр. Суват, крымскотат. Suvat, Суват) — маловодная балка (река) на юго-восточном берегу Крыма, левый приток реки Отузки, находится на территории городского округа Феодосия. Длина водотока 2,4 километра, площадь водосборного бассейна — 8,3 км². Балка начинается в восточной части отузской долины, течёт, общим направлением на юго-запад, среднемноголетний сток близ устья составляет 0,002 м³/сек, впадает в Отузку у южной окраины посёлка Щебетовка в 3,2 километрах от устья. По справочнику «Поверхностные водные объекты Крыма» Суват притоков не имеет, но на подробных картах обозначен соизмеримый с основным руслом правый приток без названия и впадающая слева балка Карагач-Бугас. Водоохранная зона Сувата установлена в 50 м. Слово «суват» в переводе с крымскотатарского означает «водопой» (сув — вода, ат — лошадь).